# Route nationale 385 (Italie)
Pour les articles homonymes, voir Route nationale 385 (homonymie).
La route nationale 385 di Palagonia (SS 385) est une route nationale italienne reliant la jonction de Iazzotto au sud de Catane à Caltagirone en passant par Palagonia.

## Itinéraire
La route était le lien principal entre Catane et Caltagirone avant la construction de la route nationale 417. Non affectée par le trafic régional, la route relie certains des principaux centres de Caltagirone à la capitale provinciale en passant par Scordia, Militello dans le Val di Catania, Palagonia, Mineo, Grammichele. L'itinéraire actuel est identique à l'original à l'exception de la variante construite en correspondance avec la ville de Palagonia.

### Parcours
| di Palagonia |                                                                      |      |          |
| Type         | Indication                                                           | ↓km↓ | Province |
|              | Jonction de Iazzotto Ragusana                                        | 0,0  | CT       |
|              | pour Lentini                                                         | 7,2  | SR       |
|              | pour Lentini                                                         | 15,1 | SR       |
|              | Jonction de Leone pour Scordia                                       | 16,0 | SR       |
|              | pour Scordia                                                         | 20,7 | SR       |
|              | Jonction de Serravalle pour Scordia pour Militello in Val di Catania | 22,0 | SR       |
|              | Palagonia pour Contrada Iannarello                                   | 28,7 | CT       |
|              | Palagonia pour Ramacca                                               | 31,1 | CT       |
|              | Palagonia                                                            | 32,9 | CT       |
|              | Jonction de Fondacaccio pour Mineo                                   | 38,7 | CT       |
|              | Jonction de Camemi pour Grammichele                                  | 44,9 | CT       |
|              | Zone industrielle de Caltagirone                                     | 48,9 | CT       |
|              | Jonction de San Bartolomeo Siracusana                                | 55,9 | CT       |